# Aleksej Vasiljevič Vojejkov
Aleksej Vasiljevič Vojejkov (rusko Алексей Васильевич Воейков), ruski general, * 9. december 1778, † 22. junij 1825.
Bil je eden izmed pomembnejših generalov, ki so se borili med Napoleonovo invazijo na Rusijo; posledično je bil njegov portret dodan v Vojaško galerijo Zimskega dvorca.

## Življenje
Leta 1793 je vstopil med gardiste in moskovsko vojaško šolo je končal leta 1796. Prava vojaška služba se je pričela leta 1797 s činom zastavnika. 
Sodeloval je v italijansko-švicarski kampanji leta 1799, rusko-turški vojni 1806-1812 in v bojih proti Napoleonu 1806-07. 22. septembra 1809 je postal podpolkovnik Gardnega grenadirskega polka in adjutant generala de Tollyja. Sodeloval je v rusko-švedski vojni 1808-09 in bil 1. januarja 1810 povišan v polkovnika in istega leta postal direktor specialne pisarne obrambnega ministra; s tem položajem je postal vodja ruske vojaške obveščevalne službe). Marca 1811 je postal tudi vodja komisije za izdelavo vojaških pravil. 
19. marca 1812 je postal poveljnik 3. brigade 27. pehotne divizije, s katero je sodeloval tudi v bitki pri Borodinu. Zaradi zaslug v tej bitki je bil 21. novembra istega leta povišan v generalmajora. 
17. junija 1815 je bil odpuščen iz vojaške službe.